# ガモン手榴弾
ガモン手榴弾（ガモンしゅりゅうだん、Gammon bomb、制式名称：No.82手榴弾〈No.82 grenade〉）は、1943年にイギリスで開発された対物・対戦車用手榴弾である。
なお Gammon は「ギャモン」と表記／発音される例もある。

## 概要
イギリスで開発された対装甲車用爆薬・手榴弾で、1941年にイギリス陸軍第1落下傘大隊に所属する R.S.ガモン大尉(Capt.R.S.Gammon)によって考案された。1943年に制式化され、開発者の名前から"Gammon bomb"と呼ばれるようになった。
この手榴弾の特徴は、炸薬が入っている弾体部分が布製の袋になっていることで、信管のついた金属もしくはベークライト製のキャップに伸縮性のある布地で作られた袋がつけられていた。使用時にはこの中にプラスチック爆薬を入れ、これを炸薬として用いる。プラスチック爆薬は最大2ポンド（約907グラム）が充填可能で、対人手榴弾として使用する場合には1ポンド（約453.5グラム）、防護されていない建造物（木造住宅など）に用いる場合は1.5ポンド、装甲車両やコンクリート製のトーチカに用いる場合には最大量の2ポンド、という形で、使用状況と目的に応じて任意に威力を調節することができることが特徴であった。点火部分には、それまでイギリス軍で使用されていたNo.69手榴弾およびNo.73手榴弾と同じ　No.247 常働信管（All-ways fuze）が使用されている。
ガモン手榴弾は1943年5月から生産が開始され、第二次世界大戦を通しイギリス軍の空挺部隊および特殊部隊の対装甲車両や建造物破壊用の対物手榴弾として使用され、時には高性能爆薬キットとしても使用された。特に、ノルマンディー上陸作戦の一作戦である「トンガ作戦」ではパラシュート降下したイギリス軍空挺部隊によって使用され、ドイツ軍陣地に設置されている高射砲の破壊や、ディーヴ川・ディヴェット川に架かる橋梁の破壊作戦などで活躍している。
その後、1943年から1945年まで生産され、大戦中はイギリス軍のほかにアメリカ・カナダ軍でも使用された。1944年9月より生産されたものは袋部分の材質が耐腐食性のあるものに変更されており、それまで生産されていたものには"MK.I"、以後生産されたものには"Mk.II"の制式名が与えられた。Mk.I、IIを合わせた総生産数は数千個とされる。1950年代初頭には制式装備から外され、少数が博物館の展示用として保存された他は廃棄された。

## 使用法
1. 巾着状になっている袋の底部を開いて、目的に応じた所定の量のプラスチック爆薬を詰め、再び袋の口を閉じる
2. キャップを留めている粘着テープを剥ぎ取り、キャップをねじって取り外す
3. 中に巻かれているリネン製のテープの固定を解き、テープの終端を指に挟んで投擲する

リネン製のテープには終端に鉛製の重りがついており、反対側は緩く差し込まれた安全ピンに繋がっている。投擲されるとテープは重りによって勢いがつくことによって自動的に解かれてゆき、解け切るとテープに引っ張られる形で安全ピンが外れて信管内部の鉄球の固定が解除され、鉄球は弱いスプリングで保持されているだけの状態となる。以後は鉄球は僅かな衝撃で撃針に接触できるようになり、信管は飛行中に撃発可能状態となる。手榴弾が地面もしくは目標に命中するとその衝撃で鉄球が動いて撃針に接触し、鉄球に押された撃針が雷管に触れることによって作動し、爆発する。
この手榴弾の信管は瞬発型の衝撃発火式のため、安全状態が解除されていれば信管が作動後即座に炸裂するが、テープが投擲後に解けるまでの時間で安全状態が解除される時間が調整されていた。テープ長は試作品と初期量産品は4.5インチ（約11.43cm）で、後期量産品は11.5インチ（約29.2cm）に変更されたが、近距離に投擲した際、もしくは投擲後程なく作動することを望む状況に対応するため、テープを短くした改造型が作られている。テープの短いものは、区別のためにキャップの頭部が赤く塗られていた。
ガモン手榴弾は元々対装甲車用の手榴弾として開発されていたため、通常の手榴弾と比べると非常に威力は高かったとされる。しかし、通常の手榴弾と違い弾体部分は布で包まれていたため、対人に使用した場合には通常の手榴弾のような鉄片による殺傷が起こらず、殺傷半径が小さかった。対人目的の使用時にはプラスチック爆薬と共に釘やベアリング球、野戦であれば小石、瓦礫や陶磁器・ガラスなどの破片を共に入れてこれを破片材とすることになっていたが、そのように用いた場合、鉄製弾体や内蔵の調整破片を持つ手榴弾に比べると飛散範囲や威力が不確実なため、最初から対人手榴弾として作られたものに比べると有用性は低いものだった。しかし、威力を任意に調整できることは、使用した兵士には好評であった。

## その他
発火・炸裂しない訓練弾も用意されていた。訓練弾は袋部分の材質が伸縮性のないキャンバス地で、底が巾着状になっておらず、縫い合わせた底布になっていることが実弾とは異なる。
この手榴弾に炸薬として用いられるプラスチック爆薬は、規定された手段で信管を装着しなければ基本的に爆発せず、火を点けても緩やかに燃焼するのみである。当時用いられていた「Explosive No.808（通称：Nobel 808）」はその後に用いられたプラスチック爆薬に比べ感度が低く、燃焼させても煙も人体に有害な成分もほとんど発生させなかったため、ガモン手榴弾を支給されたイギリス空挺部隊や特殊部隊の兵士は、炸薬を固形燃料の代用として、特に個人用掩体内で糧食や湯を加熱する熱源に用いることがあり、「ガモンは固形燃料としても爆薬としても使えて便利である」と、本来の目的からは異なる面で好評であった。